# Frederic Prokosch
Frederic Prokosch Madison Wisconsin, 17 mei 1906 - 2 juni 1989 was een Amerikaans schrijver en dichter. Zijn bekendste werk is zijn debuutroman De Aziaten. Hij werd beroemd met zijn eerste romans uit de jaren dertig, maar daarna nam zijn populariteit af.

## Leven en werk
Frederic Prokosch werd geboren in Madison, Wisconsin. Hij was de zoon van de filoloog en historicus Eduard Prokosch (1876-1938). Hij bracht zijn jeugd door in de Verenigde Staten, Frankrijk en Oostenrijk. Op 18-jarige leeftijd behaalde hij de MA-Graad aan het Haverford College in Pennsylvania. In 1933 ontving hij een Ph.D  aan de Yale University. In 1937 behaalde hij de MA-Graad aan het King's College van de Universiteit van Cambridge. In zijn jonge jaren was hij een volleerd squashracketspeler en hij won een squashracketkampioenschap in Frankrijk in 1938. 
Zijn eerste roman The Asiatics verscheen in 1935 en was meteen een enorm wereldwijd succes. Het was een fictief reisverhaal over een jongeman die door Azië reist. Het werd vertaald in 15 talen. Zijn volgende romans, The Seven Who Fled en Night of the Poor werden ook goed ontvangen. Intussen publiceerde hij ook een aantal dichtbundels. Tijdens de Tweede Wereldoorlog was hij cultureel attaché bij Amerikaanse ambassades in Portugal en Zweden.
In de jaren veertig begon zijn populariteit af te nemen. Maar hij had inmiddels een reputatie opgebouwd en hij had vele bewonderaars, waaronder Thomas Mann, André Gide en T.S. Eliot. De levendige en sensuele stijl waarin zijn romans zijn geschreven en de metafysische reflecties die er in zijn verweven vestigden zijn reputatie als een romanticus van de 20e eeuw.
Na de Tweede Wereldoorlog vestigde hij zich in Rome en werd docent aan de Universiteit van Rome. Later ging hij in Frankrijk wonen. Hij overleed op 2 juni 1989 in Plan-de-Grasse bij Grasse.
Zijn literaire nalatenschap ligt voor een groot deel in het Harry Ransom Humanities Research Center in de Universiteit van Texas in Austin.

### Romans in Nederlandse vertaling
Tot op heden zijn vier van zijn romans in Nederlandse vertaling verschenen :
- De Aziaten - Coppens & Frenks Uitgevers, Amsterdam, 1991 (The Asiatics)[4]
- Storm en echo - Coppens & Frenks Uitgevers, Amsterdam, 1992 (Storm and Echo)
- Negen dagen naar Mukalla - Coppens & Frenks Uitgevers, Amsterdam, 1994 (Nine Days to Mukalla)
- Ballade van een liefde - Uitgeverij Kruseman, Den Haag, 1963 (A Ballad of Love)

### Romans
- The Asiatics (1935)
- The Seven Who Fled (1937)
- Night of the Poor (1939)
- The Skies of Europe (1941)
- The Conspirators (1943)
- Age of Thunder (1945)
- The Idols of the Cave (1946)
- Storm and Echo (1948)
- Nine Days to Mukalla (1953)
- A Tale of Midnight (1955)
- Under the Winter Moon (1958) (geschreven onder het pseudoniem Teresa Brooke)
- A Ballad of Love (1960)
- The Seven Sisters (1962)
- The Dark Dancer (1964)
- The Wreck of the Cassandra (1966)
- The Missolonghi Manuscript (1968)
- America, My Wilderness (1972)
- Voices, a Memoir (1984)

### Dichtbundels
- The Assassins (1936)
- The Carnival (1938)
- Death at Sea (1940)
- Chosen Poems (1944)
- Fire Song (1945)